# Antelope Valley-Crestview
Antelope Valley-Crestview é uma Região censo-designada localizada no estado norte-americano de Wyoming, no Condado de Campbell.

## Demografia
Segundo o censo norte-americano de 2000, a sua população era de 1642 habitantes.

## Geografia
De acordo com o United States Census Bureau tem uma área de 
12,7 km², dos quais 12,7 km² cobertos por terra e 0,0 km² cobertos por água.

## Localidades na vizinhança
O diagrama seguinte representa as localidades num raio de 88 km ao redor de Antelope Valley-Crestview. 